# جيروم لامبرت
جيروم لامبرت (29 مايو 1971 في الولايات المتحدة - 11 أغسطس 2007 في الولايات المتحدة) (بالإنجليزية: Jerome Lambert)‏ هو لاعب كرة سلة أمريكي في مركز هجوم قوي الجسم. لعب مع بايلور بيرز ‏.

## وصلات خارجية
- جيروم لامبرت على موقع كلية كرة السلة في سبورتس رفرنس.كوم (الإنجليزية)